# Johann Michael Bach

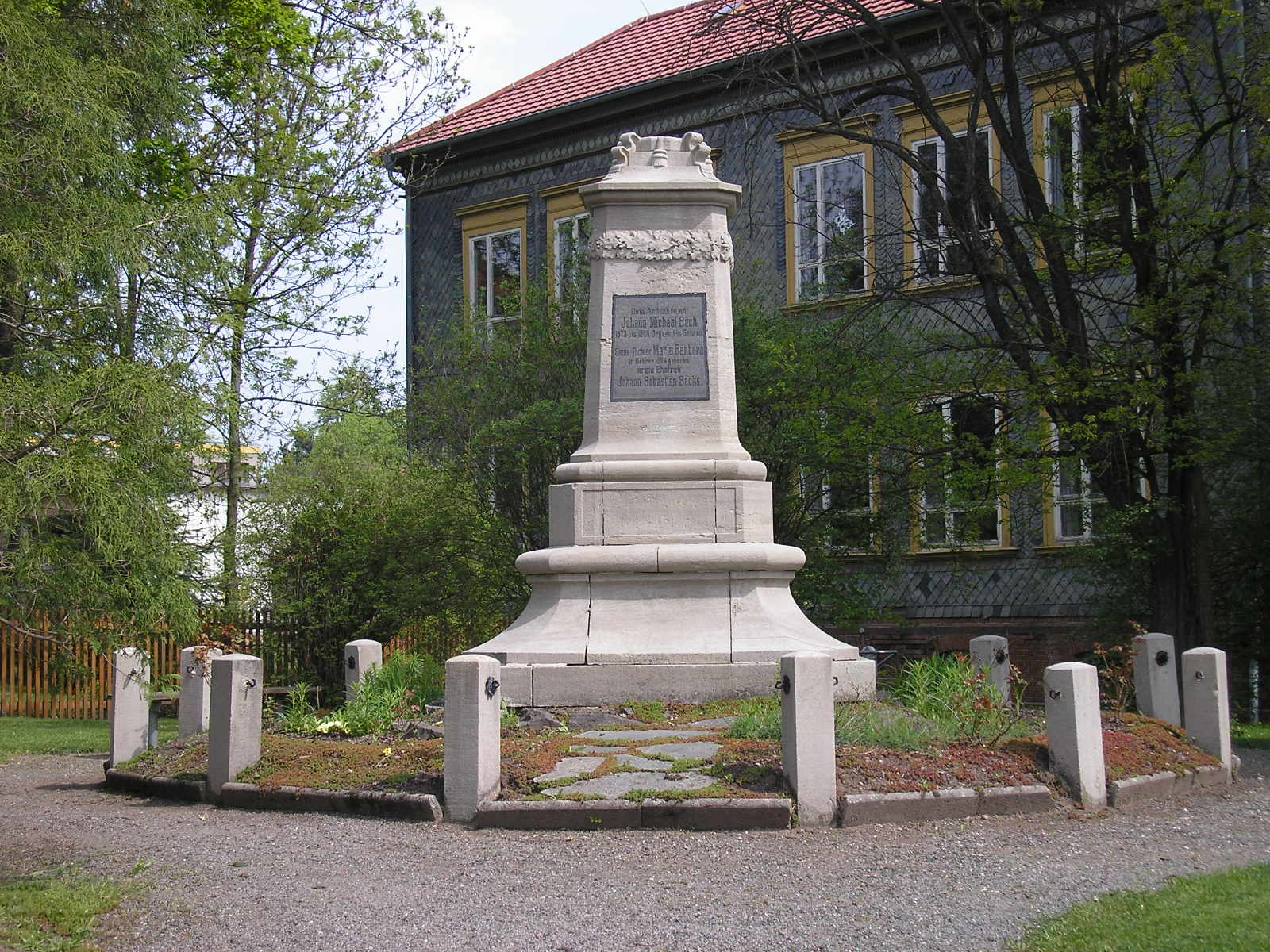
Monumento di Johann Michael Bach a Gehren.

Johann Michael Bach (Arnstadt, 9 agosto 1648 – Gehren, 17 maggio 1694) è stato un musicista tedesco, suocero di Johann Sebastian Bach.

## Biografia
Figlio di Heinrich Bach, Johann Michael ricevette la prima educazione musicale proprio dal padre. Successivamente studiò dal Kantor in Arnstadt, Jonas de Fletin.
Nel 1665 Johann Michael Bach succedette a suo fratello Johann Christoph come organista della cappella del castello di Arnstadt. Dopo un'audizione, il 5 ottobre 1673, succedette ad Effier come organista della città di Gehren. Johann Michael Bach fu attivo anche come costruttore di strumenti musicali. Il 17 ottobre 1707 sua figlia, Maria Barbara Bach, sposò suo cugino di secondo grado Johann Sebastian.
Un opuscolo pubblicato dal consiglio cittadino di Gehren si riferisce a Johann Michael Bach come una "persona esperta, tranquilla ed artisticamente preparata". Come compositore, nel mottetto corale, la forma vocale a cui egli si dedicò quasi esclusivamente, compose opere degne di nota.

## Opere
- Arie: "Ach, wie sehnlich wart ich der Zeit", "Auf, lasst uns den Herm loben".
- Mottetti: "Das Blut Jesu Christi" a cinque voci, "Fürchtet euch nicht" a cinque voci, "Herr ich warte auf dem Heil" a cinque voci, "Herr, wenn ich nur dich habe" a cinque voci, "Ich weiss, das mein Erlöser lebt" a cinque voci, "Nun hab ich überwunden" a cinque voci, "Sei lieber Tag willkommen" a sei voci, "Unser Leben währet siebenzig Jahr" a cinque voci, "Ehre sei Gott in der Höhe" a cinque voci, "Halt, was du hast" a cinque voci, "Sei nun wieder zufrieden" a cinque voci, "Unser Leben ist ein Schatten" a nove voci.
- Concerti: "Ach bleib bei uns, Herr Jesu Christ", "Es ist ein grosser Gewinn".
- Dialoghi: "Liebster Jesu, hor mein FIehen", "Benedictus".
- Lavori organistici: 72 corali.